# Olivier May
Œuvres principales
- La Suisse en 15 femmes
- La Suisse en 15 histoires
- Les enfants de 39-45
- Excision
- Les enfants de la louve
- L'Île Rousseau
- Djihad Jane

Olivier May, né le 8 juillet 1957 à Genève, est un écrivain suisse.

## Biographie
Très tôt passionné de préhistoire, d’histoire et d’ethnologie, Olivier May dévore tout ce qui s’écrit sur ces sujets dès l’enfance. À l’adolescence, il se découvre un goût prononcé pour la littérature imaginaire qui ne le quittera plus.
Après des études d’anthropologie, d'archéologie préhistorique et d’histoire, il participe à un programme de recherche archéologique sur les premières civilisations des Alpes tout en enseignant à l’école secondaire.
Il s’est formé en écriture scénaristique dans des ateliers d’écriture de la Télévision suisse romande entre 2001 et 2006. Il est l’auteur de cinq romans de fiction spéculative, son genre de prédilection, d'un roman de voyage dans le temps et de nombreuses nouvelles. Il est membre de l'Association des écrivains suisses  (ADS) depuis 2005. En 2013, il publie les enfants de la louve, son premier roman préhistorique illustré pour la jeunesse chez Flammarion. La suite, le secret des Hommes-Bisons est parue en 2014, et le troisième tome, la vallée des mammouths, en 2017. En 2016, Djihad Jane, son premier recueil de nouvelles, commence par une novella retraçant le parcours d'une jeune djihadiste genevoise qui revient de Syrie commettre un attentat dans son ancienne école. Depuis 2017, il écrit une série de romans historiques suisses dont le dernier, les pirates du Léman, est paru en août 2023 aux éditions Flammarion. Il est également l'auteur de grands livres d'histoire suisse pour les 9-13 ans, en particulier la Suisse en 15 femmes et la Suisse en 15 histoires, et d'une série sur les animaux et l'homme dans l'Histoire, dont le dernier, Grand Loup Blanc, est paru en octobre 2020. En 2023 est sorti,en coécriture avec Philippe Favre et aux éditions Favre, La Princesse celte, grand roman historique autour de la princesse de Vix, situé à l'âge du fer.

## Publications
- 2024 : La nuit du petit mouflon, Éditions NLA
- 2024 : La Suisse en 100 fêtes et traditions, Éditions Auzou
- 2024 : Zheng, Éditions Okama
- 2024 : La Orphelins, tome 2, La maison des enfants pauvres, Éditions Auzou
- 2024 : Divergences des luttes, nouvelle de l'anthologie Avouez que c'est une drôle de coïncidence, Éditions Encre Fraîche
- 2023 : La princesse celte, en coécriture avec Philippe Favre, Éditions Favre
- 2023 : Un fabuleux destin, La Mère Royaume, Éditions Auzou
- 2023 : La Suisse en 100 histoires incroyables, Éditions Auzou
- 2023 : La dame des tours, tome 1, Sous l'aile de la renarde, Éditions Okama
- 2023 : Les pirates du Léman, tome 1, la prisonnière de Chillon, Éditions Flammarion jeunesse
- 2023 : La Orphelins, tome 1, un dangereux périple, Éditions Auzou
- 2023 : Les enfants du Major Davel, Éditions Auzou
- 2023 : Un fabuleux destin, Heidi, Éditions Auzou
- 2022 : La Suisse en 100 personnalités, Éditions Auzou
- 2022 : Deviens le héros au temps de la cathédrale de Lausanne, Éditions Auzou
- 2022 : Un fabuleux destin,Henri Dunant, Éditions Auzou
- 2022 : Un fabuleux destin, la famille Piccard,, Éditions Auzou
- 2022 : Agrotopia, Éditions Okama
- 2022 : La dague d'Alkovinos, nouvelle de l'anthologie  Rytìngur Hotel, Éditions Okama
- 2022 : Les enfants de Morat et Grandson, Éditions Auzou
- 2021 : Un fabuleux destin, Roger Federer, Éditions Auzou
- 2021 : Un fabuleux destin, Madame de Staël, Éditions Auzou
- 2021 : La Suisse en 15 batailles, Éditions Auzou
- 2021 : Les enfants de l'Encyclopédie, Éditions Auzou
- 2021 : Les enfants de 39-45, Éditions Auzou
- 2021 : Un fabuleux destin, Guillaume Tell, Éditions Auzou
- 2021 : Un fabuleux destin, Ella Maillart, Éditions Auzou
- 2020 : La Suisse en 15 femmes, Éditions Auzou [8]
- 2020 : Grand Loup Blanc, Éditions Flammarion
- 2020 : Horangi, le dernier tigre de l'Oussouri, Éditions uTopie
- 2020 : Les enfants du tsunami, Éditions Auzou
- 2019 : Les Quatre Noëls de Sir Thomas, novella de l'anthologie L'Étrange Noël de Sir Thomas, Éditions Okama
- 2019 : Les enfants de Napoléon, Éditions Auzou
- 2019 : La Suisse en 15 lieux, Éditions Auzou
- 2019 : Les enfants des lacustres, Éditions Auzou
- 2018 : Éléphants, Éditions Flammarion
- 2018 : Les enfants de l'Escalade, Éditions Auzou
- 2018 : Les enfants des Helvètes, Éditions Auzou
- 2018 : La Suisse en bref, Éditions Auzou
- 2017 : Et la musique fut, Éditions uTopie
- 2017 : La Suisse en 15 histoires, Éditions Auzou
- 2017 : Tigres, Éditions Flammarion
- 2017 : La controverse des Devins, nouvelle de l'anthologie Dimension Renaissance & Temps modernes, Éditions Rivière Blanche
- 2017 : Les enfants de Guillaume Tell, Éditions Auzou
- 2017 : La vallée des mammouths, Éditions Flammarion
- 2016 : Djihad Jane, Éditions Encre Fraîche
- 2016 : Graine de citoyen suisse, Éditions Auzou
- 2015 : L'Île Rousseau, Éditions Griffe d'encre
- 2015 : Je suis revenu fermer la boutique de Pierre, nouvelle de l'anthologie  Dimension Moyen Âge, Éditions Rivière Blanche
- 2014 : Le secret des Hommes-Bisons, Éditions Flammarion
- 2014 : Le regard de Shamat, nouvelle de l'anthologie  Dimension Antiquité, Éditions Rivière Blanche
- 2014 : Dégel, nouvelle de l'anthologie Au fil de l'encre, coffret des 10 ans d'Encre Fraîche, Éditions Encre Fraîche
- 2013 : Les enfants de la louve, Éditions Flammarion[9]
- 2012 : Et la Musique fut, nouvelle de l'anthologie  Musica, Éditions Encre Fraîche
- 2011 : Le pari de Tenzing, nouvelle de l'anthologie A quoi rêvent-ils ?, Éditions Encre Fraîche
- 2010 : Excision, Éditions Encre Fraîche[10]
- 2009 : Le chant d'Ekhirit, Éditions Griffe d'encre[11]
- 2007 : Biocarburant (nouvelle) — in Pépin 2007, Éditions Répliques
- 2005 : Effet de serre, Éditions à la carte
- 2004 : Droit à la différence, Éditions à la carte[12]
- 2003 : L’Esprit du renne, Éditions à la carte[13]

## Prix littéraires
- 2006 : Prix Rosny aîné, nomination et finaliste pour Effet de Serre[14]